# NORAD
NORAD ili North American Aerospace Command (Sjevernoamerička zračna komanda) ime je za združenu zračnu komandu SAD-a i Kanade koja ima zadaću da održavanje zračne: suverenosti, uzbunjivanja, i obrane Sjeverne Amerike. Središte NORAD-ove komande nalazi se u Zračnoj bazi Peterson u okrugu El Paso, pokraj Colorado Springs, u Coloradu.